# Смирнов, Сергей Сергеевич (писатель)
Серге́й Серге́евич Смирно́в (13 [26] сентября 1915, Петроград, Российская империя — 22 марта 1976, Москва, СССР) — советский писатель, историк, радио- и телеведущий, общественный деятель. Лауреат Ленинской премии (1965). Член ВКП(б) с 1946 года.

## Биография
Родился 13 (26) сентября 1915 в Петрограде в семье инженера. Крещен 22 октября того же года в церкви Св. Симеона при Институте гражданских инженеров с наречением имени "в честь преподобного Радонежского".
Родители — инженер-электрик, коллежский секретарь Сергей Алексеевич Смирнов (род. 1887) и дочь потомственного почётного гражданина Мария Фёдоровна Соколова (род. 1878), поженились в Петрограде 24 сентября 1914 г.. До революции отец работал в Обществе "Электрическая энергия" (Бронницкая улица, д. 14б), производившем батарейки.
Детство провёл в Харькове.
Не доучившись один год до окончания, перешёл из Московского энергетического института в Литературный институт им. М. Горького (1941).
Начал печататься в 1934 году как журналист.
С 1937 года — литературный сотрудник в редакции газеты «Гудок» (первым литературно-художественным произведением стал написанный для этой газеты очерк о участниках гражданской войны, воевавших на бронепоезде № 15). С 1941 года работал на оборонном заводе.
В июне 1941 года вступил добровольцем в один из московских истребительных батальонов. В 1942 году в Уфе окончил Севастопольское училище зенитной артиллерии. Участник Великой Отечественной войны с февраля 1943 года (Северо-Западный фронт). С июля 1943 года по рекомендации С. Д. Глуховского — военный журналист, специальный корреспондент газеты «Мужество» 27-й армии. Капитан. Член КПСС с 1946 года, кандидатом в члены партии стал на фронте.
После войны работал редактором Воениздата, оставаясь в рядах Советской Армии. Уволен из армии в 1950 году в звании подполковника.
Заместитель главного редактора журнала «Новый мир» (ноябрь 1953 — октябрь 1954). В 1959—1960 главный редактор «Литературной газеты». Стал первым ведущим телевизионного альманаха «Подвиг», выходившего со 2 марта 1965 года по Первой программе ЦТ. В 1975—1976 секретарь Союза писателей СССР.
Участвовал в совместном заседании президиума правления Союза писателей СССР, бюро оргкомитета Союза писателей РСФСР и президиума правления Московского отделения Союза писателей РСФСР 27 октября 1958 года, на котором единогласно было принято постановление об исключении Бориса Пастернака из Союза писателей СССР. В развитие этого решения руководства писательских организаций СССР, было организовано и собрание писателей в Москве, призванное продемонстрировать широкую поддержку творческой общественностью кампании по осуждению Пастернака. С. С. Смирнов в качестве руководителя московского отделения Союза писателей сыграл ключевую роль в подготовке этого мероприятия, которая велась под его руководством и при участии парторга московской писательской организации Виктора Сытина. Собрание состоялось 31 октября 1958 года. Председателем на этом собрании был С. С. Смирнов и он же открыл его своим выступлением, основные тезисы которого явились своего рода установкой для последующих ораторов. Он заявил:
Таким образом, товарищи, роман «Доктор Живаго», по моему глубокому убеждению, является апологией предательства.<…> Я, когда закрыл эту книгу, как-то невольно согласился со словами т. Семичастного, сказанными им на Пленуме ЦК комсомола. [Семичастный сказал, что Пастернак ещё хуже свиньи, которая никогда не гадит там, где ест].  Может быть, это были несколько грубоватые слова и сравнения со свинством, но, по существу, это действительно так. Ведь 40 лет среди нас жил и кормился человек, который являлся нашим замаскированным врагом, носившим в себе ненависть и злобу. Так же, как доктор Живаго, он боялся открыто перебежать на сторону врага.
.<…> [о реакции Пастернака на присуждение Нобелевской премии] После этого этот человек, который был всегда внутренним эмигрантом, окончательно разоблачил себя как врага своего народа и литературы. Этот акт поставил окончательно точку политического и морального падения Пастернака. Этот акт завершил круто его предательские действия.<…> Мне кажется, что достоин такой гражданской казни и Б. Пастернак, и кажется, что нам следует обратиться к правительству с просьбой лишить Пастернака советского гражданства!» (Аплодисменты.)
По мнению мемуариста А. П. Нилина, близко знавшего семью Смирновых, Смирнов и в последующие годы считал, что всё сделал правильно.
В то же время Евгений Борисович Пастернак вспоминает о Смирнове как о человеке благородном, раскаивавшемся в том, что говорил на том собрании. По его словам, когда в начале 1970-х годов встал вопрос о выселении семьи поэта с дачи в Переделкино, Смирнов сказал, что они могут рассчитывать на любую посильную ему помощь. И что именно благодаря хлопотам Сергея Сергеевича за ними было оставлено право проживания на даче.
А вот что писала Ольга Ивинская:
Внучка Веры Фигнер Марина рассказывала, что в поезде «Ленинград-Москва» сосед ее по купе — С. С. Смирнов говорил ей: «На мне несмываемое пятно. Я всю жизнь буду его носить». Я не злопамятна. Можно было бы и простить человека, если подлость его принудили сделать под угрозой лишения свободы или куска хлеба. Но всякий кто слушал Смирнова в ту черную пятницу помнит, что он зачитывал письмо-тезисы Бориса Леонидовича издевательским мерзким тоном, явно зло пародировал манеру Б.Л. говорить… Смирнова могли заставить председательствовать на собрании; но никто не мог его заставить так издеваться над текстом и автором письма.
Подписал Письмо группы советских писателей в редакцию газеты «Правда» 31 августа 1973 года о Солженицыне и Сахарове. Вместе с тем, в марте 1966 года подписал письмо 13 деятелей советской науки, литературы и искусства в президиум ЦК КПСС против реабилитации И. В. Сталина.

Могила С. С. Смирнова на Новодевичьем кладбище Москвы.

Сергей Сергеевич был одним из инициаторов создания, а также руководителем Советского комитета солидарности с греческими демократами, деятельность которого была направлена на борьбу с режимом «Чёрных полковников» в Греции.
В 1975 году Сергей Смирнов, находясь в тяжёлом состоянии из-за болезни (рак горла), всё же продолжал работать, он писал книгу о маршале Жукове, которую так и не закончил. Сергей Смирнов намеревался также изучить ещё несколько «белых пятен» в военной истории России.
Умер 22 марта 1976 года. Похоронен в Москве на Новодевичьем кладбище (участок № 9).

В 1979 году в Азовское море был пущен пароход, который носил имя писателя «Сергей Смирнов».

## Семья
- Жена — Виргиния (Вергинэ) Генриховна Смирнова (1915—2011), пианистка.
  - Сын — Андрей Сергеевич Смирнов (р. 1941), кинорежиссёр («Белорусский вокзал», «Осень», «Жила-была одна баба» и др.), сценарист, актёр («Дневник его жены», «Плащ Казановы» и др.),
    - Внучка — Авдотья Андреевна Смирнова (род. 29 июня 1969 года в Москве) — сценарист, кинорежиссёр, телеведущая, публицист. Ведущая (совместно с Татьяной Толстой) программы «Школа злословия» на канале НТВ.
      - Правнук — сын Авдотьи Смирновой и искусствоведа Аркадия Ипполитова — Данила Ипполитов (род. в 1990 году), чемпион мира по пляжному футболу 2012 года в составе сборной России (вратарь), кинопродюсер, окончил Государственный университет кино и телевидения (продюсерский курс Сергея Сельянова).

    - Внучка — Александра Андреевна Смирнова
    - Внучка — Аглая Андреевна Смирнова (род. 07 августа 1980 г.),
    - Внук — Алексей Андреевич Смирнов (род. 09 июля 1991 года в Москве), актёр, режиссёр. В 2015 году окончил режиссёрский факультет ВГИКа (мастерская Сергея Соловьёва).

  - Сын — Константин Сергеевич Смирнов (р.1952), телеведущий, автор и ведущий программы «Большие родители» на канале НТВ, продюсер передачи «Школа злословия».
    - Внук — Сергей Константинович Смирнов (род. 21 января 1977), банкир.
    - Внучка — Елизавета Константиновна Смирнова (род. 24 июля 1998), искусствовед, специалист по связям с общественностью. В 2019 окончила факультет истории искусств НИУ ВШЭ.

## Творчество
В 1939 и 1940 годах вышли книги его очерков, посвящённые жизни и труду железнодорожников.
В послевоенные годы выпустил книги очерков «В боях за Будапешт» «Династия Казанцевых» (М., 1949). Опубликовал книги путевых заметок: «Поездка на Кубу», «В Италии», «В самой далекой стране» и др.
Много сделал для увековечения памяти героев войны. Его выступления в печати, на радио и телевидении, в популярном телеальманахе «Подвиг», внесли огромный вклад в поиск пропавших в годы войны и её неизвестных героев. Первым написал о ряде подвигов советских солдат.
Впервые сделал всеобщим достоянием героическую эпопею обороны Брестской крепости, остававшейся долгое время в безвестности. Предпринял огромную работу по собиранию материалов о защитниках крепости. В 1960-х — автор и ведущий цикла телепередач на Всесоюзном телевидении, посвящённых Брестской крепости. Проводившиеся Смирновым на протяжении нескольких лет передачи на радио и телевидении породили массовое патриотическое движение по розыску неизвестных героев. Смирнов получил более миллиона писем.
Теме войны посвящены его книги: «На полях Венгрии», М., 1954; «Сталинград на Днепре», М., 1958; «В поисках героев Брестской крепости», М., 1959; «Были Великой войны», М., 1966; «Семья», М., 1968.
За книгу «Брестская крепость» (1957, второе, дополненное и расширенное издание — 1965) С. С. Смирнов в 1964 году был удостоен Ленинской премии. Награждён орденом Ленина.
Писатель многое сделал для восстановления доброго имени солдат, попавших в годы войны в плен и позднее за это осуждённых в СССР. «Смирнов своей книгой первым поставил под сомнение утвердившуюся презумпцию виновности военнопленных, первым отважился двинуться через это минное поле».
Автор пьес, в своё время, широко шедших на сценах СССР: «Крепость над Бугом» (1955), «Люди, которых я видел» (1958).
Теме Великой Отечественной войны посвящены и киносценарии: «Его звали Фёдор» (1963), «Они шли на восток» (1965 год), «Катюша» (1964), «Великая Отечественная» (1965), «Город под липами» (1968), «Семья Сосниных» (1968).
В 1958—1970 годах побывал в 50 странах, описал свои поездки в репортажах и очерках.
Автор известной пародии «Чего же ты хохочешь?» на Всеволода Кочетова («Чего же ты хочешь?») и пародии «Кавалерный бунт» на Семёна Бабаевского («Сыновний бунт»).
Некоторые эпизоды из документальных исследований Смирнова использовал в своих художественных произведениях Борис Васильев, с которым С. С. Смирнов был дружен.

## Память

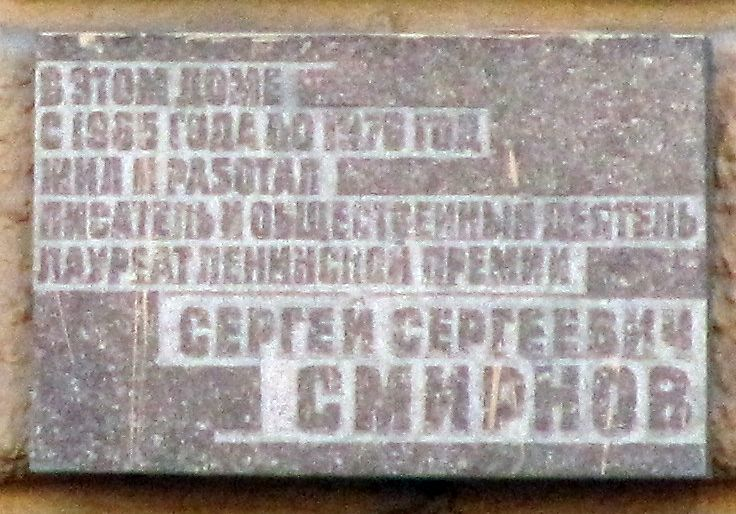
С. С. Смирнов жил в доме № 74 на проспекте Мира в Москве в 1965—1976

- В честь Смирнова названа улица в городе Бресте.
- На доме, в котором жил в Москве С. С. Смирнов, установлена памятная доска.
- В Российском государственном архиве литературы и искусства хранится обширный фонд С. С. Смирнова. Он насчитывает 4223 единицы хранения и охватывает период с 1927 по 1980 гг. Основу фонда составляют рукописи, переписки и фотографии.

## Награды и премии
- Ленинская премия (1964) — за книгу «Брестская крепость» (1957; второе издание, 1965)
- орден Ленина
- орден Трудового Красного Знамени
- два ордена Красной Звезды (1944, 1945)
- медали (в том числе Медаль «За взятие Будапешта»)

## Сочинения
- В боях за Будапешт: [1944—1945 гг. / С. С. Смирнов. — М. : Воен. изд-во, 1947]. — 128 с., 1 л. план.: ил.
- Династия Казанцевых, 1949
- На полях Венгрии. — [М.]: Молодая гвардия, 1954. — 216 с., 9 л. ил.
- Крепость на границе, 1956.
- Крепость над Бугом. Пьеса, 1956.
- В поисках героев Брестской крепости. — М.: Молодая гвардия, 1957. — 140 с.
- Брестская крепость: Краткий очерк героической обороны 1941 г. — М.: Воениздат, 1957. — 167 с.: ил. — (Библиотека солдата и матроса)
- Люди, которых я видел. Пьеса, 1958.
- Сталинград на Днепре. Очерк Корсунь-Шевченковской битвы. — Москва: Советский писатель, 1958. — 270 с.
- Герои Брестской крепости, 1961.
- На войне. — Москва: Воениздат, 1961. — 678 с.
- Поездка на Кубу, 1962.
- Герои блока смерти, 1963.
- Госпиталь доктора Силина. — Москва: Советская Россия, 1963. — 63 с.
- Рассказы о неизвестных героях. — Москва: Молодая гвардия, 1963. — 224 с.
- Брестская крепость. — Москва: Детская литература, 1964. — 407 с. — (Школьная библиотека. Для средней школы)
- Они шли на Восток: литературный сценарий / Э Кончини, Д. Сантис, С. С. Смирнов. — М.: Искусство, 1965. — 125 с.
- Первая шеренга / С. С. Смирнов; авт. предисл. В. Соколов. — Москв : Политиздат, 1965. — 183 с.
- Таран над Брестом. — М.: ДОСААФ, 1965. — 130 с.
- Были Великой войны. — Москва: Советская Россия, 1966. — 231 с.
- Семья: повесть. — К.: Дніпро, 1968. — 180 с.
- Рассказы о неизвестных героях. — 3-е изд., доп. и испр. — М.: Молодая гвардия, 1968. — 384 с.
- Собрание сочинений]. Брестская крепость. Крепость над Бугом: в 3 т. / [предисл. И. Андроников; худож. Ю. Боярский]. — М.: Мол. гвардия, 1973. — 528 с.
- Собрание сочинений. Рассказы о неизвестных героях: в 3 т. / [худож.: Ю. Боярский, В. Носков]. — М.: Мол. гвардия, 1973. — 448 с.
- Собрание сочинений. Сталинград на Днепре. На полях Венгрии. Люди которых я видел: в 3 т. / [худож. Ю. Боярский]. — М.: Мол. гвардия, 1973. — 464 с.
- Месяц в Перу. — Москва: Советский писатель, 1975. — 256 с.
- Герои Великой войны. — Москва: Молодая гвардия, 1977. — 416 с.
- Книга о маршале Жукове, предположительно 1976 (не окончена)

## В кино
- Документально-игровой фильм Алексея Пивоварова «Брест. Крепостные герои» (НТВ, 2010) основан на работах Сергея Смирнова. Роль самого Сергея Смирнова исполнил его сын Константин.